# Садовский сельский совет (Сумский район)
Садовский сельский совет (укр. Садівська сільська рада) — входит в состав
Сумского района
Сумской области
Украины.
Административный центр сельского совета находится в 
пос. Сад.

## Населённые пункты совета
- пос. Сад
- с. Елисеенково
- с. Любачево
- с. Москалевщина
- с. Никонцы
- с. Шапошниково
- с. Ясены

## Ликвидированные населённые пункты совета
- с. Бульбовщина
- с. Гаёк
- с. Липовый Яр